# Morlacchia
La Morlacchia, anticamente anche Morlachia, è una vasta regione storico-geografica in Croazia, che corrisponde grossomodo all'attuale regione della Lika e di Segna (in croato Ličko-senjska županija). Non è da confondere con la Morlacca, termine con il quale si indica la pianura interna dalmata.

## Descrizione
La Morlacchia corrisponde nella parte costiera del territorio della Liburnia, abitata, soprattutto in passato, da popolazioni nomadi, allevatori di bestiame specialmente caprino e ovino, che parlano ancora lingue latine, nonostante siano state fortemente slavizzate.
Ha il suo fulcro nell'Alpe Bebie (serbocroato Velebit), nella regione interna della Lika (o Licca), dal nome dell'omonimo fiume, che si estende ad est sino alla Bosnia ed Erzegovina (cantone di Una-Sana), e a nord fino alla Croazia storica (Regione di Karlovac). Il restante territorio, geograficamente dalmata, è costituito dalla parte settentrionale dell'isola di Pago (il cui centro principale è Novaglia) e dallo stretto tratto di costa ai piedi del massiccio delle Alpi Bebie (in croato Velebit), i cui centri principali sono Segna e Carlopago.